# Pallo, Ujhorod
Pallo (în ucraineană Палло) este un sat în comuna Haloci din raionul Ujhorod, regiunea Transcarpatia, Ucraina.

## Demografie
Componența lingvistică a localității Pallo
     Maghiară (72,99%)
     Ucraineană (26,3%)
     Alte limbi (0,71%)
Conform recensământului din 2001, majoritatea populației localității Pallo era vorbitoare de maghiară (72,99%), existând în minoritate și vorbitori de ucraineană (26,3%).